# Operatie Kraai
 (signalé en mai 2025).
Si vous disposez d'ouvrages ou d'articles de référence ou si vous connaissez des sites web de qualité traitant du thème abordé ici, merci de compléter l'article en donnant les références utiles à sa vérifiabilité et en les liant à la section « Notes et références ».
- Archive Wikiwix
- Bing
- Cairn
- DuckDuckGo
- E. Universalis
- Gallica
- Google
- G. Books
- G. News
- G. Scholar
- Persée
- Qwant
- (zh) Baidu
- (ru) Yandex
- (wd) trouver des œuvres sur Wikidata

Révolution indonésienne
L'operatie Kraai (opération Corbeau en néerlandais) est la deuxième des politionele acties menée par les Pays-Bas contre la république d'Indonésie lors de la révolution indonésienne. Il en résulta la reprise par les Néerlandais de Yogyakarta et l'arrestation des dirigeants indonésiens dont le président Soekarno.